# José Hernández Delgado
José Hernández Delgado (Guanajuato, Guanajuato, 7 de septiembre de 1904- ) fue un político y funcionario público mexicano, miembro del Partido Revolucionario Institucional (PRI). Fue Procurador General de Justicia del Distrito Federal, diputado federal y durante 18 años director general de Nacional Financiera.

## Biografía
Era licenciado en Derecho, egresado de la Universidad de Guanajuato el 20 de febrero de 1926. De 1931 a 1934 fue profesor en la Escuela Nacional de Jurisprudencia de la Universidad Nacional Autónoma de México (UNAM).
De 1930 a 1931 fue agente auxiliar en la entonces Procuraduría General de Justicia del Distrito y Territorios Federales y del 13 de julio de 1931 al 3 de septiembre de 1932 fue titular de la misma dependencia, por nombramiento del presidente Pascual Ortiz Rubio. Posteriormente fue subprocurador de la Procuraduría General de la República (PGR) y de 1934 a 1937 fue oficial mayor de la Secretaría de la Presidencia.
Renunció al cargo para ser postulado candidato del entonces Partido Nacional Revolucionario (PNR) a diputado federal por el Distrito 3 de Guanajuato, siendo elegido a la XXXVII Legislatura de 1937 a 1940.
En 1941 en el gobierno del presidente Manuel Ávila Camacho, fue nombrado director general del Banco Nacional Obrero de Fomento Industrial hasta 1942, en que pasa a ser presidente de la comisión liquidadora de la misma institución. En 1944 es nombrado director general del Banco Nacional de Fomento Cooperativo y permanece en el cargo hasta 1952, tras ser ratificado en el mismo en 1946 por el presidente Miguel Alemán Valdés.
En 1952 el presidente Adolfo Ruiz Cortines lo nombra director general de Nacional Financiera (NAFIN) y permaneció en el cargo los siguientes dieciocho años, hasta 1970, siendo ratificado en el mismo por los sucesivos presidentes Adolfo López Mateos y Gustavo Díaz Ordaz.